# Jyväskylä Rangers 1981
Questa voce raccoglie le informazioni riguardanti gli Jyväskylä Rangers nelle competizioni ufficiali della stagione 1981.

## Vaahteraliiga 1981

### Stagione regolare
| 1981 1ª giornata | East City Giants | 89 – 0 | Jyväskylä Rangers |  |

| 1981 2ª giornata | Jyväskylä Rangers | 0 – 78 | Espoo Poli |  |

| 1981 3ª giornata | Jyväskylä Rangers | 0 – 60 | MAJS |  |

| Jyväskylä 9 agosto 1981 4ª giornata | Viherlaakso Gorillas | 72 – 0 | Jyväskylä Rangers |  |

| Jyväskylä 16 agosto 1981 5ª giornata | Jyväskylä Rangers | 0 – 22 | Savonlinna Steamers |  |

| 1981 6ª giornata | Jyväskylä Rangers | 30 – 0 (a tavolino) | Helsinki Roosters |  |

| Jyväskylä 30 agosto 1981 7ª giornata | Jyväskylä Rangers | 0 – 12 | Hyvinkää Falcons |  |

## Statistiche di squadra
| Competizione      | %Vittorie | In casa | In casa | In casa | In casa | In casa | In casa | In trasferta | In trasferta | In trasferta | In trasferta | In trasferta | In trasferta | Totale | Totale | Totale | Totale | Totale | Totale |
| Competizione      | %Vittorie | G       | V       | N       | P       | Pf      | Ps      | G            | V            | N            | P            | Pf           | Ps           | G      | V      | N      | P      | Pf     | Ps     |
| ----------------- | --------- | ------- | ------- | ------- | ------- | ------- | ------- | ------------ | ------------ | ------------ | ------------ | ------------ | ------------ | ------ | ------ | ------ | ------ | ------ | ------ |
| Stagione regolare | .143      | 5       | 1       | 0       | 4       | 30      | 172     | 2            | 0            | 0            | 2            | 0            | 161          | 7      | 1      | 0      | 6      | 30     | 333    |
| Totale            | .143      | 5       | 1       | 0       | 4       | 30      | 172     | 2            | 0            | 0            | 2            | 0            | 161          | 7      | 1      | 0      | 6      | 30     | 333    |